# Iris meda
Iris meda är en irisväxtart som beskrevs av Otto Stapf. Iris meda ingår i släktet irisar, och familjen irisväxter. Inga underarter finns listade i Catalogue of Life.